# Клинкерный кирпич
Кли́нкерный кирпи́ч — керамический кирпич, который производится из специального вида глины. В процессе изготовления она обжигается до полного запекания (при температуре около 1200 °C), что придаёт данным кирпичам различные оттенки. Одной из особенностей клинкерных кирпичей является высокая прочность, позволяющая использовать их для кладки тротуаров (тротуарный кирпич).
В отличие от лицевого керамического кирпича и фасадной штукатурки, клинкерный кирпич имеет многократное преимущество в долговечности и надежности. Долговечность является производной от следующих показателей:
- Прочность — характеризуется пределом прочности на сжатие, которое кирпич выдерживает до начала его разрушения.
- Морозостойкость — количество циклов «замораживание-оттаивание» в насыщенном влагой состоянии, которое выдерживает кирпич до начала разрушения.

Клинкер состоит из:
- Огнеупорной глины — шамот;
- Полевых шпатов — целая группа породообразующих минералов, которые входят в класс силикатов. Широко распространены. (Feldspat — в переводе с немецкого Feld — поле. И древнегреческого Spat — σπατος — пластина, по причине способности разделяться по спайности на пластины);
- Глинистых минералов — это силикаты водной группы, составляющие стержневую массу отложений глины и широкой фракции почв и определяющих их механические, химическо-физические и другие качества.

За счёт смешения различных глиняных масс, можно добиться множества цветовых нюансов. Для получения клинкерной продукции заводы-производители основательно перемешанную исходную массу глины с водой пропускают через экструдер (В особых случаях, при применении клинкера для реставрации зданий и памятников, производители предлагают традиционный кирпич ручной формовки). Следующий процесс после формовки это сушка. В результате чего содержание воды в формах снижается до 3 %, а при производстве высококачественного клинкера содержание воды в глине не должно превышать 2 %. После чего изделия помещаются в туннельные печи (ранее круговые печи) и обжигаются при температуре не меньше 1100 и до 1300 °С. В отличие от обычного керамического кирпича, который обжигается температурой от 800 до 1000 °С.
История классических видов Клинкера:
1. Клинкер торфяного обжига — особый цвет, прежде всего это зеленоватый оттенок, он получается за счет обжига клинкера с торфом. Знаменитые стройки с этим видом в Германии :
А) Чилехаус — Здание в одиннадцать этажей склада товаров, завозимых из Чили, в Гамбурге (юго-восточной его части). Было построено в 1922—1924 годах
Б) Брошек-хаус — офисное здание в Гамбурге построенное в 1925—1926 по проекту архитектора Фритца Хёгера, на сегодняшний день является отелем «Renaissance Hamburg Hotel» группы Marriott.
Последняя кольцевая печь, находящаяся в рабочем состояние, для производства находится в коммуне Ненндорф округа Аурих.
2. Греппинер клинкер — основательно обожжённый жёлтый кирпич ручной формовки, обжигался только при максимальной температуре, за счёт чего поверхность кирпича становилась водонепроницаемой и стойкой к пыли. Этот вид производился в Германии с 1871 по 1900 г. в большинстве случаев для облицовки вокзалов и школ (главный вокзал Ганновера облицован этим кирпичом).
3. Мюнстерлендер угольного обжига — характеризуется классической клинкерной глиной, угольными подпалами или лёгкими следами копоти на поверхности. Для производства использовалась глины региона Мюнстер и Рурский уголь. Процесс обжига был внедрен во времена индустриализации. Этим облицовочным кирпичом облицовывали множества индустриальных зданий на рубеже 19—20 вв. К примеру здание «Цее Цолерн» в Дортмунде, Мюнстерский дворец, Государственный архив Мюнстера. В настоящее время Отдел архива «Вестфален» земли Северный Рейн-Вестфалия.
В России характеристики фасадного клинкерного кирпича впервые были стандартизованы в ГОСТ 530—2012 «Кирпич и камень керамические». Согласно стандарту, клинкерный кирпич должен иметь марку по прочности сжатия не менее М300, водопоглощение не более 6,0 %, марку по морозостойкости не менее F75, скорость начальной абсорбции воды опорной поверхностью — не менее 0,10 кг/(м2*мин), кислотостойкость не менее 95,0 %. Марку по прочности изгиба стандарт не определяет.
Основные типоразмеры фасадного клинкерного кирпича:
- 250х60х65 мм (0,5 НФ, «половинный» формат)
- 250х85х65 мм (0,7 НФ, «евроформат»)
- 250х120х65 мм (1 НФ, одинарный формат).

Фасадный клинкер может выпускаться как пустотелым, так и полнотелым.
Характеристики тротуарного клинкерного кирпича не стандартизированы и определяются техническими условиями производителя. По аналогии с ГОСТ 6787-2001 «Плитки керамические для полов» может быть принято водопоглощение тротуарного клинкера менее 3,5 %, износостойкость при истирании кварцевым песком не более 0,18 г/см2.
Поскольку клинкерный кирпич обжигают при более высоких температурах, чем обычный керамический, для его производства требуются специальные печи обжига, как правило с уменьшенной высотой печного канала и построенные из более огнеупорных материалов.
С 2013 года тротуарный и фасадный клинкер выпускает завод в г. Никольское Ленинградской области, с 2015 года — завод в г. Дубёнки (Мордовия) и Богандинский кирпичный завод в пгт Богандино Тюменской области. В 2014 году запущен производственный комплекс завода «Экоклинкер» в г. Новочебоксарск Чувашской республики с полным ассортиментом клинкерной продукции.
Характерным свойством клинкера является его надёжность. Фасад из клинкерного кирпича не требует эксплуатационного обслуживания и не меняет своего первоначального цвета.
Ограниченное применение фасадного клинкерного кирпича вызвано его низким водопоглощением, что требует применения специальных кладочных растворов и высокой квалификации каменщика.